# Patinação artística na Universíada de Inverno de 2015 - Duplas
A competição de duplas da patinação artística na Universíada de Inverno de 2015 foi realizada no Iglu da Universíada, em Granada, Espanha. O programa curto foi disputado no dia 5 de fevereiro e a patinação livre no dia 6 de fevereiro.

## Medalhistas
| Ouro   | CHN Yu Xiaoyu / Jin Yang                |
| Prata  | RUS Kristina Astakhova / Alexei Rogonov |
| Bronze | FRA Vanessa James / Morgan Ciprès       |

## Resultados

### Programa curto
| Pos. | Nome                                | Nacionalidade | TSS   | TES   | PCS   | SS   | TR   | PE   | CH   | IN   | Ded  | StN |
| ---- | ----------------------------------- | ------------- | ----- | ----- | ----- | ---- | ---- | ---- | ---- | ---- | ---- | --- |
| 1    | Yu Xiaoyu / Jin Yang                | China         | 64.75 | 35.33 | 29.42 | 7.42 | 7.17 | 7.42 | 7.42 | 7.42 | 0.00 | 6   |
| 2    | Kristina Astakhova / Alexei Rogonov | Rússia        | 59.88 | 32.40 | 27.48 | 6.58 | 6.75 | 6.92 | 6.92 | 7.17 | 0.00 | 1   |
| 3    | Vera Bazarova / Andrei Deputat      | Rússia        | 59.07 | 31.13 | 27.94 | 7.25 | 6.67 | 7.00 | 7.08 | 6.92 | 0.00 | 2   |
| 4    | Vanessa James / Morgan Ciprès       | França        | 57.28 | 29.80 | 27.48 | 7.17 | 6.75 | 6.67 | 7.00 | 6.75 | 0.00 | 3   |
| 5    | Wang Wenting / Zhang Yan            | China         | 54.59 | 28.73 | 25.86 | 6.58 | 6.17 | 6.67 | 6.58 | 6.33 | 0.00 | 4   |
| 6    | Maria Paliakova / Nikita Bochkov    | Bielorrússia  | 49.62 | 26.94 | 22.68 | 5.42 | 5.33 | 5.67 | 6.00 | 5.92 | 0.00 | 5   |

### Patinação livre
| Pos. | Nome                                | Nacionalidade | TSS    | TES   | PCS   | SS   | TR   | PE   | CH   | IN   | Ded   | StN |
| ---- | ----------------------------------- | ------------- | ------ | ----- | ----- | ---- | ---- | ---- | ---- | ---- | ----- | --- |
| 1    | Yu Xiaoyu / Jin Yang                | China         | 117.17 | 59.51 | 58.66 | 7.58 | 7.08 | 7.42 | 7.25 | 7.33 | -1.00 | 5   |
| 2    | Kristina Astakhova / Alexei Rogonov | Rússia        | 114.99 | 58.98 | 56.01 | 7.00 | 7.17 | 6.92 | 7.00 | 6.92 | 0.00  | 4   |
| 3    | Vanessa James / Morgan Ciprès       | França        | 110.91 | 55.24 | 56.67 | 7.25 | 7.08 | 6.92 | 7.00 | 7.17 | -1.00 | 2   |
| 4    | Vera Bazarova / Andrei Deputat      | Rússia        | 104.79 | 47.32 | 57.47 | 7.33 | 6.92 | 7.00 | 7.42 | 7.25 | 0.00  | 6   |
| 5    | Wang Wenting / Zhang Yan            | China         | 82.81  | 41.53 | 42.28 | 5.67 | 5.17 | 5.00 | 5.42 | 5.17 | -1.00 | 3   |
| 6    | Maria Paliakova / Nikita Bochkov    | Bielorrússia  | 81.57  | 41.57 | 42.00 | 5.42 | 5.00 | 5.00 | 5.50 | 5.33 | -2.00 | 1   |

### Geral
| Pos.              | Nome                                | Nacionalidade | Pontos | PC        | PL         |
| ----------------- | ----------------------------------- | ------------- | ------ | --------- | ---------- |
| Medalha de ouro   | Yu Xiaoyu / Jin Yang                | China         | 181.92 | 64.75 (1) | 117.17 (1) |
| Medalha de prata  | Kristina Astakhova / Alexei Rogonov | Rússia        | 174.87 | 59.88 (2) | 114.99 (2) |
| Medalha de bronze | Vanessa James / Morgan Ciprès       | França        | 168.19 | 57.28 (4) | 110.91 (3) |
| 4                 | Vera Bazarova / Andrei Deputat      | Rússia        | 163.86 | 59.07 (3) | 104.79 (4) |
| 5                 | Wang Wenting / Zhang Yan            | China         | 137.40 | 54.59 (5) | 82.81 (5)  |
| 6                 | Maria Paliakova / Nikita Bochkov    | Bielorrússia  | 131.19 | 49.62 (6) | 81.57 (6)  |

Legenda
| Recorde mundial      | Recorde mundial (World record)               |                       | Recorde africano                      | Recorde africano (African) |                                           | Q | Classificado por posição (Qualified) |
| Recorde olímpico     | Recorde olímpico (Olympic record)            | Recorde da América    | Recorde da América (Americas)         | q                          | Classificado por melhor tempo (Qualified) |   |                                      |
| Melhor marca do ano  | Melhor marca do ano (World leading)          | Recorde asiático      | Recorde asiático (Asian)              | DNS                        | Não largou (Did not start)                |   |                                      |
| Recorde nacional     | Recorde nacional (National record)           | Recorde europeu       | Recorde europeu (European)            | DNF                        | Não terminou (Did not finish)             |   |                                      |
| Recorde pessoal      | Recorde pessoal do atleta (Personal best)    | Recorde da Oceania    | Recorde da Oceania (Oceania)          | DSQ / DQ                   | Desclassificado (Disqualified)            |   |                                      |
| Recorde da temporada | Recorde da temporada do atleta (Season best) | Recorde sul-americano | Recorde sul-americano (South America) | NM                         | Sem marca (No mark)                       |   |                                      |